# Damocles (zasobnik celowniczy)

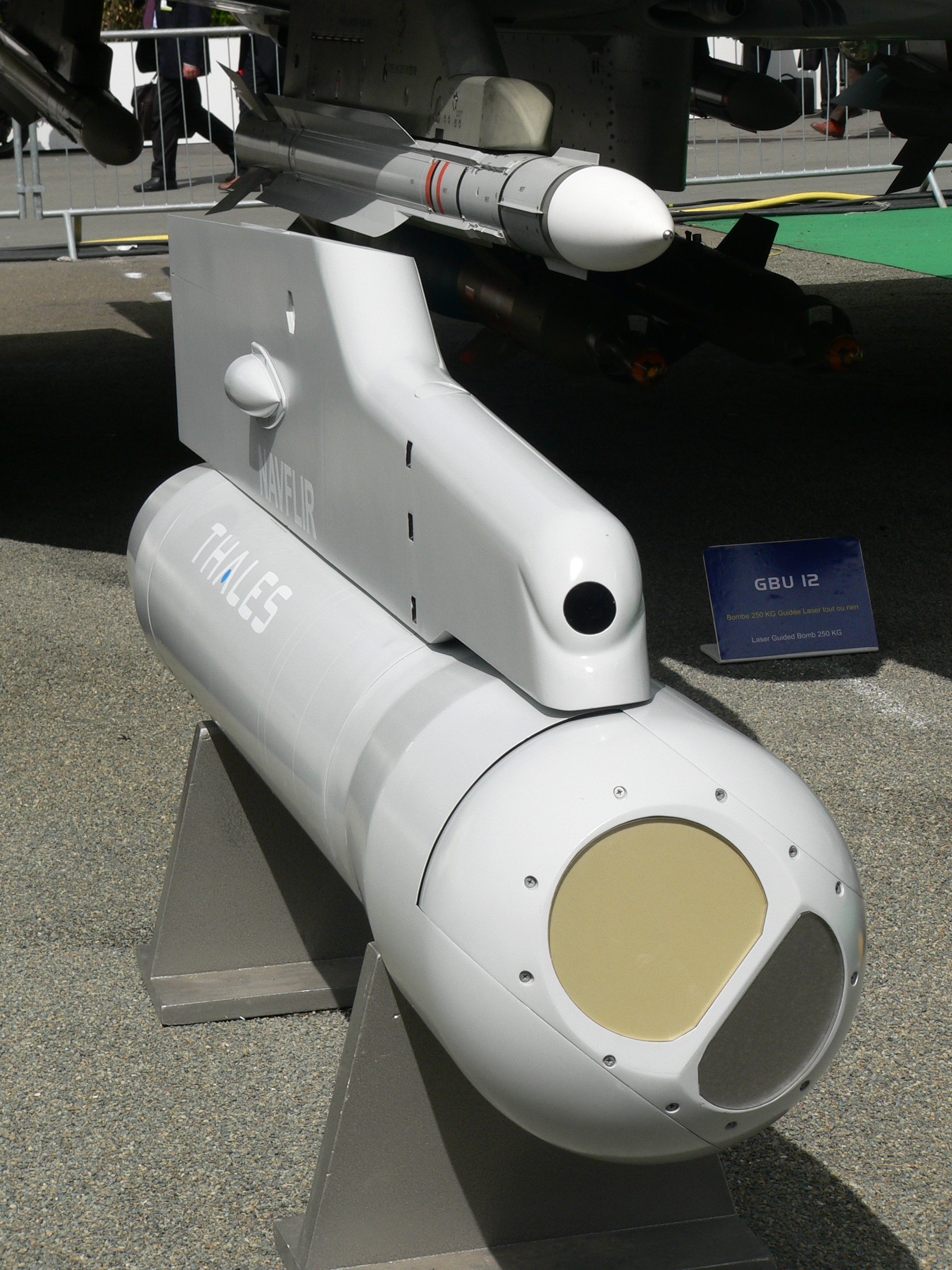
Damocles

Damocles – francuski zasobnik celowniczy produkowany przez firmę Thales. 
Damocles jest używany przez samoloty Armée de l’air (francuskie sił powietrzne) oraz Aviation Navale (lotnictwo marynarki wojennej): Dassault Mirage 2000, Dassault Super Étendard i najnowszy Dassault Rafale. Znalazł się również na wyposażeniu Su-30 należących do Indii i Malezji. Zasobnik waży 265 kg i ma 2,5 m długości. Wyposażony jest w laserowy dalmierz/wskaźnik celów oraz stabilizowaną kamerę FLIR (Forward Looking Infra Red - obserwacja przedniej półsfery w podczerwieni) o rozdzielczości matrycy 640 x 512 pikseli i cyfrowym zoomem. Damocles może być używany do pułapu 7600 metrów. Poza identyfikacją celów naziemnych może służyć również do identyfikacji celów powietrznych, zasięg celowania zasobnika wynosi ok. 38 km. Zasobnik został użyty w misjach bojowych w Afganistanie, przenoszony był przez francuskie samoloty Rafale. Wariant przeznaczony dla samolotów Mirage 2000 latających w barwach Zjednoczonych Emiratów Arabskich oznaczony jest jako Shehab.